# Pseudepipona superba
Pseudepipona superba är en stekelart som först beskrevs av Moravitz 1867.  Pseudepipona superba ingår i släktet Pseudepipona och familjen Eumenidae. Inga underarter finns listade i Catalogue of Life.